# Die süße Falle
Die süße Falle ist eine US-amerikanische Liebeskomödie von Regisseur Stanley Donen aus dem Jahr 1952. Der Film wurde von Metro-Goldwyn-Mayer produziert.

## Handlung
Ort der Handlung ist zunächst New York City, die Zeit die Gegenwart. Jud Parker ist ein nicht übertrieben arbeitsamer Broadwayagent, den es in einer beruflichen Angelegenheit nach New Haven verschlägt, wo er die attraktive junge Stacie Macaboy kennenlernt. Stacie besitzt eine Tanzschule und hat zwei potentielle Konkurrentinnen – Mrs. Levoy und deren Tochter Pattie Marie – die sie nicht aus den Augen lässt und denen sie wenig später nach New York zu einer Tanzlehrerkonferenz nachreist. Dort begegnet sie erneut Jud und verliebt sich in ihn, wird von ihm zunächst aber abgewiesen.
Ihre Mutter holt sie zurück nach Hause. Weil Stacie Jud nicht vergessen kann, sucht sie nach einer List, um den Geliebten doch noch zu gewinnen. In der lokalen Zeitung gibt sie per Inserat ihre Verlobung mit Jud bekannt. Wie beabsichtigt, kommt dies auch Jud zu Ohren, und als er aufgebracht und gemeinsam mit seinem Freund Hamlet, den er als Rechtsanwalt ausgibt, nach New Haven reist, beschwichtigt sie ihn, mit dem Inserat habe sie nur den Klatsch zu ersticken versucht, den die Levoy-Frauen inzwischen in die Welt gesetzt haben. Jud glaubt ihr, und da sie vorgibt, nicht mehr in ihn verliebt zu sein, lässt er sich sogar überreden, in dieser Komödie aktiv mitzuspielen. Bald durchschaut er jedoch, dass Stacie ihn immer noch einzufangen versucht, und sucht das Weite. Sie folgt ihm und holt ihn für eine Fortsetzung der Komödie nach New Haven zurück, wo er nach einigen weiteren Verwicklungen zugibt, dass er Stacie nun doch heiraten möchte.
Gene Kelly erscheint in einem Cameo-Auftritt.

## Produktion und Rezeption
Die süße Falle war die dritte Regiearbeit des 27-jährigen Stanley Donen, der auch so bedeutende Filme wie Heut’ gehn wir bummeln (1949), Du sollst mein Glücksstern sein (1952) und Charade (1963) inszeniert hat, dessen Leistung lange Zeit aber wenig beachtet wurde. Erst nachdem Donen längst keine Kinofilme mehr inszenierte, wurde er mit einer ganzen Reihe von Auszeichnungen für sein Lebenswerk geehrt. Die 19-jährige Elizabeth Taylor ging während der Produktion des Films mit ihm aus und ließ sich mit ihm unter anderem auf der Oscarverleihung im März 1951 sehen, was Aufsehen erregte, da Donen verheiratet war und Taylor sich erst kurz zuvor von ihrem ersten Ehemann, Conrad Hilton Jr., getrennt hatte.
Die Dreharbeiten für den in Schwarzweiß und 35 mm produzierten Film fanden etwa im Februar 1951 statt. Da Taylors Leinwandpartner, Larry Parks, sich anschließend vor dem Komitee für unamerikanische Umtriebe verantworten musste, kam er in den USA jedoch erst am 23. Februar 1952 in die Kinos. Parks war durch Auftritte in Filmen wie Der Jazzsänger (1946) und Jolson Sings Again (1949) äußerst populär, geriet wegen lang zurückliegender kommunistischer Verbindungen 1951 aber auf die schwarze Liste von Hollywoodkünstlern, die in der McCarthy-Ära nicht mehr beschäftigt werden durften.
Im deutschen Fernsehen war der Film erstmals am 21. Dezember 1992 zu sehen.